# 12773 Lyman
12773 Lyman è un asteroide della fascia principale. Scoperto nel 1994, presenta un'orbita caratterizzata da un semiasse maggiore pari a 2,7302442 UA e da un'eccentricità di 0,0899112, inclinata di 1,47442° rispetto all'eclittica.
L'asteroide è dedicato al fisico statunitense Theodore Lyman.